# Augustin Puissant
Augustin Puissant, né à Hanzinelle le 29 juin 1782 et mort le 17 décembre 1867, est un homme politique belge.

## Biographie
Pierre Augustin Marie Louis Ghislain Puissant est le fils de Simon Louis Lambert Puissant, maître de forges, bourgmestre de Charleroi, et de Catherine Augustine Joseph Maghe.

## Fonctions et mandats
- Secrétaire du Conseil minier de Jumet
- Président de l'Association charbonnière de Charleroi
- Bourgmestre de Hanzinelle : 1828-1836
- Membre de la Chambre des représentants de Belgique : 1839-1843

## Sources
- Jean-Luc DE PAEPE & Christiane RAINDORF-GERARD, Le Parlement belge, 1831-1894, Brussel, 1996
- Georges Dereine, Les Puissant de Marchienne-au-Pont et de Charleroi. Maîtres de Forges (1649-1838), 1999